# Belgisch kampioenschap wielrennen voor masters a

De Belgische kampioenentrui

Het Belgisch kampioenschap wielrennen voor Masters A is een jaarlijkse wielerwedstrijd in België voor renners met Belgische nationaliteit van 30 tot en met 39 jaar, die zelf voor dit statuut gekozen hebben. Er wordt gereden voor de nationale titel.

## Erelijst
| Jaar | Plaats    | Winnaar       | 2de          | 3de           |
| 2008 | Beauraing | Pascal Simons | Raphaël Dion | Steve Decloux |
| 2007 | Rekkem    | Andy Cools    | Wim Jansen   | Mario Auwers  |
| ...  | ...       | ...           | ...          | ...           |